# Akademia antypatii
Akademia antypatii (ang.: The Austere Academy) – piąty tom serii książek pt. Seria niefortunnych zdarzeń, napisanej przez Daniela Handlera pod pseudonimem Lemony Snicket.
W piątej części rodzeństwo Baudelaire’ów trafia do szkoły z internatem, której motto brzmi Memento mori (łac. „Pamiętaj, że umrzesz”). W placówce, w której panują bardzo restrykcyjne zasady, odnajduje ich przebrany Hrabia Olaf.  